# Diagrama de interatividade
Diagramas de interatividade são variações de "diagrama de atividades". Nele, sequências formam um fluxo de atividades, mostrando como elas trabalham em uma sequência de eventos.
Diagrama de interatividade pode ser visto como um diagrama de atividade em que as atividades são substituídas por pequenos diagramas de sequência ou como diagrama de sequência que usam, de forma complementar, a notação do diagrama de atividades para mostrar controle de fluxo.